# Montasola
Montasola és un comune (municipi) de la província de Rieti, a la regió italiana del Laci, situat a uns 60 km al nord-est de Roma i a uns 15 km a l'oest de Rieti. A 1 de gener de 2019 la seva població era de 240 habitants.
Montasola limita amb els municipis següents: Casperia, Contigliano, Cottanello, Torri a Sabina i Vacone.
Entre les esglésies de la ciutat hi ha Santa Maria Murella, Santi Pietro e Tommaso i San Michele Arcangelo.